# Червинский, Гвидон Фульгентьевич
Гвидон Фульгентьевич Червинский (упоминается также под отчеством Фёдорович; пол. Gwidon Czerwiński; 25 мая 1902 года, Семенчицы, Российская империя — 3 декабря 1969 года, Солнечногорск, СССР) — советский и польский военачальник, в 1945—1947 годах создатель и командующий пограничными войсками Польши.

## Биография
Гвидон Червинский родился в деревне Семенчицы, в семье лесничего Фульгентия Червинского. Окончил 4 класса деревенской школы и 2 класса городской школы. С 1918 года участник Гражданской войны на стороне Красной Армии, слушатель военно-политических курсов в Смоленске. В 1921—1923 годах учился в минской политехнике. В 1929 году закончил училище командиров погранвойск в Минске.
В 1923—1937 годах проходил службу в погранвойсках СССР. Служил в Белоруссии и Средней Азии. Занимал должность начальника штаба 19-й отдельной погранкомендатуры УПВО НКВД Восточно-Сибирского округа, имел звание капитана. В период сталинских чисток в РККА находился под арестом до февраля 1940 года, приказом №2295-22 в ноябре 1937 года был уволен по статье 47В.
На фронте Великой Отечественной войны с первых дней, командовал ротой и батальоном.
Сражался в 1-м полку московских рабочих во время битвы за Москву. В мае 1942 года был тяжело ранен.
С декабря 1942 по май 1943 года — командир 185-го стрелкового полка 224-й стрелковой дивизии.
В мае 1943 года подполковник Червинский переведен для продолжения службы в формирующуюся 1-ю пехотную дивизию им. Костюшко Войска Польского.
Командир 2-го пехотного полка. Участник битвы под Ленино с 11 по 13 мая 1943 года: руководя подразделениями полка, он прорвал укреплённую линию обороны немцев, а благодаря личному управлению Червинского полк удержал захваченные в ходе битвы позиции.
С апреля по июнь 1944 года заместитель командира 1-й пехотной дивизии. Полковник. С июля 1944 года назначен ответственным за формирование и командиром 1-й моторизованной бригады.
В январе 1945 года назначен комендантом Офицерской школы бронетанковых войск и командиром Крепости Модлин.
С 20 сентября 1945 года принял обязанности начальника департамента пограничных войск Польши. На этой должности до 24 марта 1947 года. 9 мая 1946 года решением Крайовой Рады Народовой произведён в звание бригадного генерала Польши и одновременно получил звание генерал-майора СССР. В мае 1947 года вернулся в СССР.
До 1950 года командовал дивизией на Чукотке, затем до 1959 года работал заместителем начальника офицерских курсов. В 1959 году уволен в запас, но решил продолжить трудовую деятельность и был назначен директором совхоза им. Дзержинского в Северном Казахстане.
Впоследствии жил в г. Солнечногорске Московской обл., где и умер 3 декабря 1969 года.
Похоронен на Спасском кладбище города.

## Награды
Польша
- Орден «Крест Грюнвальда» III степени (1945)
- Офицерский крест Ордена Возрождения Польши (1945)
- Крест Храбрых (1943)
- Золотой Крест Заслуги (1946)
- Серебряная Медаль «Заслуженным на поле Славы» (1946)
- иные награды

СССР
- Орден Ленина[2] (17 мая 1951)[11]
- Орден Красной Звезды[2] (дважды):
  - 3 ноября 1944[11]
  - 11 октября 1968[11]
- Орден Боевого Красного Знамени (дважды)[2]:
  - 30 апреля 1945[11]
  - 30 декабря 1956[11]
- Орден Отечественной войны I степени[2] (11 ноября 1943[11], представлялся к Ордену Красной Звезды[7])
- Медаль «За оборону Ленинграда»[11][7]
- Медаль «За оборону Москвы»[11]
- Медаль «За освобождение Варшавы»[11]
- Медаль «За победу над Германией в Великой Отечественной войне 1941—1945 гг.»[11]
- наградное оружие (шашка)[7]

## Семья
Жена Вера Фоминична Червинская.